# Smile (Scarface)
Smile è il primo singolo del rapper statunitense Scarface, pubblicato nel 1997 ed estratto dal suo quarto album, The Untouchable. Una delle ultime registrazioni di Tupac Shakur prima della morte, la canzone diviene il più grande successo commerciale di Scarface. Il rapper di Houston aggiunge una dedica in memoria di Tupac alla fine del brano.
Nell'agosto 1997 è certificato disco d'oro dalla RIAA per il mezzo milione di copie vendute.

## Tracce

### CD
1. Smile (Radio Edit) (feat. 2Pac & Johnny P) – 4:25
2. Smile (Instrumental) – 4:57
3. Smile (A Cappella) (feat. 2Pac & Johnny P) – 5:01
4. Smile (Call Out Research Hook) – 0:10

## Classifiche settimanali
| Classifica (1997)        | Posizione massima |
| ------------------------ | ----------------- |
| Stati Uniti              | 12                |
| US Hot R&B/Hip-Hop Songs | 4                 |
| US Hot Rap Songs         | 2                 |
| US R&B/Hip Hop Airplay   | 19                |
| US Rhythmic              | 31                |